# Ґардна-Велика
Ґардна-Велика (пол. Gardna Wielka, нім. Groß Garde) — село в Польщі, у гміні Смолдзіно Слупського повіту Поморського воєводства.
Населення — 610 осіб (2011).
У 1975-1998 роках село належало до Слупського воєводства.

## Демографія
Демографічна структура станом на 31 березня 2011 року:
|          | Загалом | Допрацездатний вік | Працездатний вік | Постпрацездатний вік |
| -------- | ------- | ------------------ | ---------------- | -------------------- |
| Чоловіки | 305     | 46                 | 242              | 17                   |
| Жінки    | 305     | 50                 | 189              | 66                   |
| Разом    | 610     | 96                 | 431              | 83                   |